# Experiência vivida
Na pesquisa qualitativa fenomenológica, a experiência vivida ou vivência (em alemão: Erlebnis) refere-se ao envolvimento direto ou às experiências e escolhas diretas de uma determinada pessoa, e ao conhecimento que ela obtém com isso, em oposição ao conhecimento que alguém obtém de fontes de segunda mão ou mediadas. O termo remonta ao século XIX.
Na filosofia de Wilhelm Dilthey, as ciências humanas são baseadas na experiência vivida, o que as torna fundamentalmente diferentes das ciências naturais, que são consideradas baseadas em experiências científicas. O conceito também pode ser abordado a partir da visão de que, uma vez que cada experiência tem componentes objetivos e subjetivos, é importante que o pesquisador compreenda todos os seus aspectos.
Na pesquisa fenomenológica, as experiências vividas são o principal objeto de estudo. Entretanto, o objetivo não é tomar experiências individuais como fatos, mas compreender seu significado. Além disso, a experiência vivida não consiste em refletir sobre uma experiência enquanto se vive, mas em recordar.